# Tajos de Alhama
Los tajos de Alhama son un espacio natural de gran belleza paisajística que se encuentra situado en el término municipal de Alhama de Granada en la provincia de Granada (España). Fueron declarados monumento natural de Andalucía en 2011.
Además, el cañón de los tajos de Alhama ha sido catalogado como Paisaje Sobresaliente en el Catálogo General del Patrimonio Histórico Andaluz.

## Descripción
El monumento se encuentra situado dentro del área socioeconómica del parque natural de las Sierras de Tejeda, Almijara y Alhama, y se trata de un impresionante conjunto de cañones y tajos de areniscas y conglomerados modelados por el río Alhama, de gran belleza y alto valor geológico. Las características de la zona han posibilitado la colonización de un gran número de especies de aves, así como una interesante vegetación asociada al medio rocoso, de gran interés ecológico.